# Nenad Manojlović
Nenad Manojlović (Beograd, 25. ožujka 1957. – 24. studenog 2014.) bio je srbijanski vaterpolist, izbornik reprezentacije SRJ/SCG od 1999. do 2004. Bio je športski ravnatelj Vaterpolo saveza Srbije.